# Понизовая вольница
«Понизо́вая во́льница» (другие названия — «Стенька Разин», «Стенька Разин и княжна») — первый художественный фильм, снятый в Российской империи. Представляет собой экранизацию фрагмента пьесы («исторической былины») Василия Гончарова «Понизовая вольница», в свою очередь написанной по мотивам сюжета известной песни Дмитрия Садовникова «Из-за острова на стрежень».

## Сюжет
Знаменитый разбойник Стенька Разин и его ватага одержали победу над персами. Стенька взял в плен красавицу-персиянку и страстно её полюбил. Из-за того, что разинцы разгромили Царицын и Астрахань, их преследуют стрельцы. Стенька ведёт ватагу на Дон, но из-за княжны постоянно останавливается для гулянок. Есаулы пытаются вразумить его, но успеха не имеют. Тогда есаулы решают напоить Разина и подкидывают ему поддельное письмо, из которого ясно, что княжна обманывает Разина с каким-то «принцем Хассаном». Стенька Разин в порыве злобы и ревности кидает княжну в Волгу.

Фильм представляет собой последовательность сцен, которые иллюстрируют отдельные моменты этого сюжета. Все они сняты и смонтированы длинными кадрами и общими планами. Режиссура фильма крайне примитивна, актёры беспорядочно бегают в кадре, широко размахивая руками. Сюжет развивается только благодаря интертитрам, подробно сообщающим зрителю, как понимать следующий эпизод. Финал, в котором «могучий» Разин поднимает довольно увесистую княжну над головой и бросает её из челна в воду, снята «спецэффектом» — монтажная склейка скрывает момент, когда актрису подменяют манекеном.

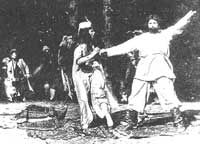

## История появления фильма
Для театральной постановки этой «исторической былины», по замыслу Василия Гончарова, требовались «киноиллюстрации», за содействием в создании которых он обратился к кинопредпринимателю Александру Дранкову; последний быстро убедил его, что на этом же материале следует сделать фильм. В результате, помимо театральной постановки, появляется ещё и кинотеатральная.

Все роли в фильме исполнили актёры из труппы Петербургского народного дома.
Фильм снимался на озере Разлив. В съёмках фильма принимали участие 150 человек массовки.
Фильм стал одной из самых первых русских кинопостановок, а заодно вызвал скандал вокруг вопроса признания авторских прав сценариста: Гончаров обратился в Союз драматических и музыкальных писателей с письмом, в котором просил «охранять его авторские права во всех синтематографических театрах», но получил отказ, мотивированный парадоксально: его сценарии были признаны «механическими» и «не подходящими под определение литературного произведения»; указывалось также, что развитие синематографических театров идёт во вред развитию «настоящих театральных предприятий».

## Рекламная кампания
Александр Дранков выпустил к премьере фильма специальные афиши, в которых говорилось: 

«Затратив громадные средства и массу труда и времени, я приложил все усилия к тому, чтобы настоящая картина, как в техническом выполнении, так и в самой обстановке пьесы и её исполнителей, стояла на том высоком уровне, какой подобает ленте, делающей эру в нашем кинематографическом репертуаре».
Рекламную афишу фильма нарисовал петербургский художник Поль Ассатуров.

## Демонстрация
Первая демонстрация фильма состоялась 15 (28) октября 1908 года. Фильм исполнялся под музыку, написанную Михаилом Ипполитовым-Ивановым для постановки пьесы в театре «Аквариум», что было расценено владельцами театра как нарушение их прав. Под музыку композитора картина показывалась лишь однажды, во время премьерного сеанса.

## Критика
Из новинок за прошлую неделю отметим картину «Стенька Разин». В техническом отношении она исполнена прекрасно. Видно, что г. Дранков в совершенстве постиг дело фотографирования; жаль только, что лента коротка, — сюжета хватило бы на несколько сот метров. Прекрасно снят вид на Волгу и флотилию лодок с разбойниками; очень интересна картина в лесу, а также и последний момент, когда Стенька бросает княжну в Волгу.— «Вестник кинематографов в Санкт-Петербурге», 1908, № 1, с. 6.

Картина эта до известной степени делает эру в истории русского кинематографического театра. В ней впервые наш синематограф вступает на национальную почву, в ней впервые он даёт роскошную и выдержанную в историческом колорите картину. Театр «Колизей», благодаря своему огромному экрану, смог блестяще поставить эту картину. Не останавливаясь ни перед какими затратами, он пригласил хор певчих, которыми будут исполнены «Вниз по матушке по Волге» и «Из-за острова на стрежень». Кто не знает красивую легенду о Стеньке Разине и персидской княжне, послужившей содержанием картины?— «Сцена», 1908, № 59.

Былина «Понизовая вольница», поставленная в «Аквариуме», интересно задумана: рисуется картина из жизни приволжских разбойников. Начало и конец действа демонстрируются в синематографе. Несколько портит впечатление только исполнитель роли Стеньки Разина и небогатая обстановка и декорации.— «Новости сезона», 1908, № 1617, с. 16.

## Новости
Петербургские кинематографы демонстрируют то зарезанную женщину в запачканном кровью платье; то ревнивого мужа, сбрасывающего за борт лодки любовника жены; то хулигана, который душит за горло малолетнюю девушку; то Стеньку Разина, кидающего персидскую княжну в волны; то отравленного молодой женой человека…
Это, конечно, далеко не совершенная постановка, но и теперь картина даёт зрителю очень и очень много.

Открыл, наконец, свои двери «Аквариум» г. Путинцева. Открытие театра «Аквариум» состоялось вчера при полном сборе. Пьеса «Понизовая вольница» с применением синематографа имела у публики большой успех.

«Понизовая вольница» — историческая пьеса Гончарова идёт одновременно в Летнем театре и в театре «Аквариум», где при постановке применяют синематограф.

Г. Гончаров, написавший «Понизовую вольницу» с применением синематографа, дал исключительное право на постановку театру «Аквариум», а между тем это зрелище появилось в некоторых синематографах и даже в сопровождении той же музыки, которую написал для «Аквариума» Ипполитов-Иванов. Г. Путинцев собирается по этому поводу затеять процесс.

## Воспоминания
Получив от мамы заветный пятиалтынный или двугривенный, я, как на крыльях, мчался в нужный «электро-театр», спешил купить билет и замирал в восторге перед экраном, на котором возникали знакомые из книг образы и лихого Кирибеевича, и благородного купца Калашникова, и кровавого царя Ивана Грозного, или буйного Степана Разина и его «ватаги», и красавицы персидской княжны, этого «подарка» Волге-матушке от лихого казака.
Запомнилось мне, с какой рекламой и помпой был организован показ этого первого русского исторического фильма в городском манеже во время традиционных рождественских народных гуляний. Фильм «Понизовая вольница» демонстрировался на огромном экране-великане, натянутым поперёк манежа. Прикидывая сейчас по памяти его размеры, я думаю, что он был не меньше того «Гигантского кинематографа», который демонстрировался Люмьером на Парижской Всемирной выставке с целью показать одно из главнейших достоинств изобретённого им синематографа — массовость потребления его продукции, то есть кинозрелища.
Показ фильма сопровождался мощным исполнением популярной народной песни «Стенька Разин», которую пел большой синодальный хор в сопровождении специально написанной для этого случая музыки композитора Михаила Михайловича Ипполитова-Иванова, который сам дирижировал и хором, и оркестром во время этого запомнившегося мне киносеанса в Манеже, когда впервые в Москве, да, вероятно, и в России, кинокартину смогли одновременно смотреть несколько сот человек. Успех был потрясающим. Вероятно, именно поэтому память об этом фильме, воздействие которого на зрителей было чрезвычайно усилено пением большого хора с музыкой, и сохранилось у меня на всю жизнь.

Однако когда через много лет мне снова пришлось увидеть эту картину на экране учебного просмотрового зала ВГИКа, то ничего, кроме искреннего хохота над её наивностью и псевдоисторичностью, а также нелепой ходульностью игры актёров, этот «шедевр» вызвать не мог ни у меня, ни у моих студентов.